# 飯田古墳群

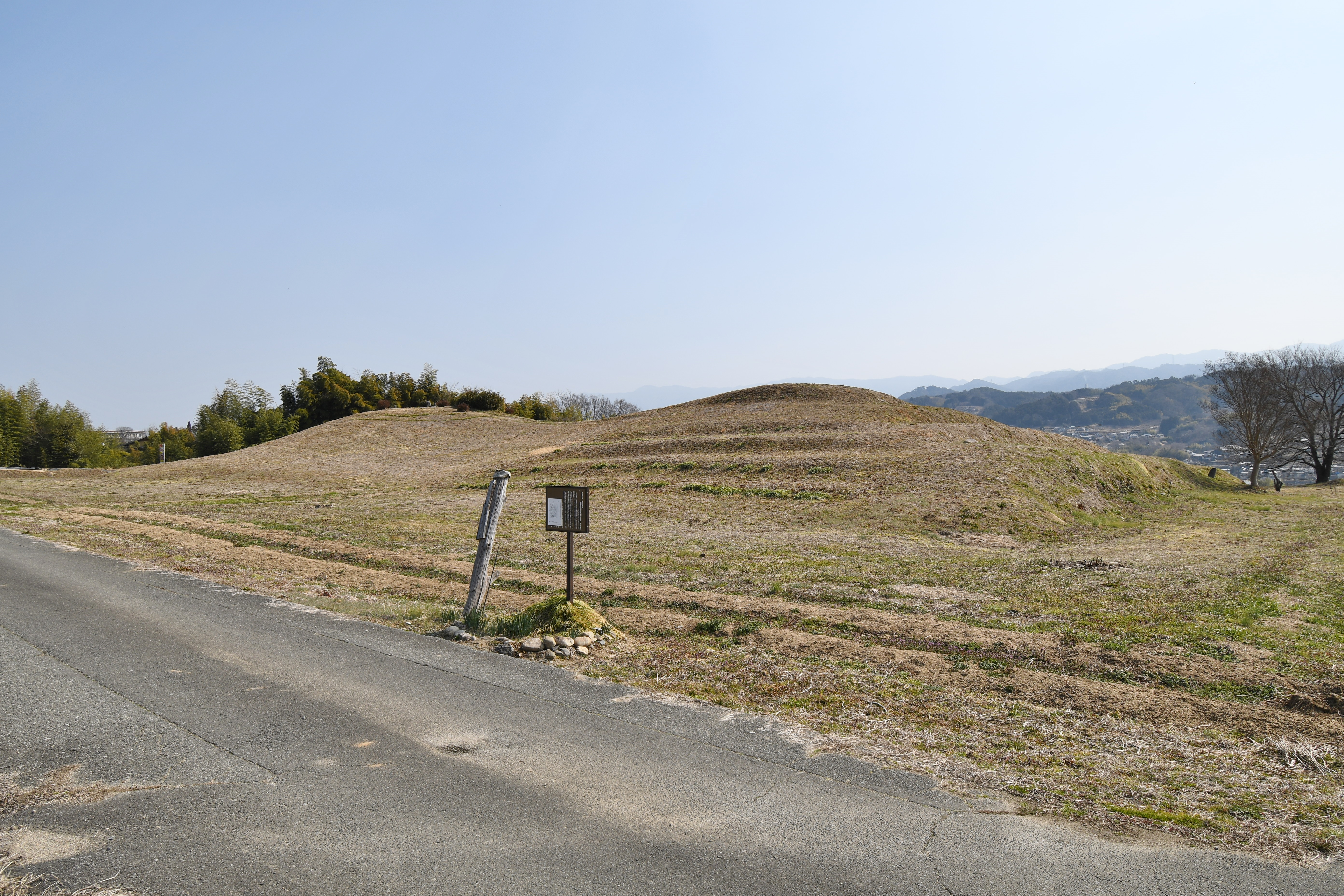
飯田古墳群 塚原二子塚古墳

飯田古墳群（いいだこふんぐん）は、長野県飯田市にある古墳群。13基が国の史跡に指定されている。

## 概要
長野県南部の下伊那地方において、天竜川右岸の段丘上に分布する古墳群である。飯田市内には520基以上の古墳が存在したとされるが、そのうち特に前方後円墳18基・帆立貝形古墳4基の計22基が「飯田古墳群」と総称される。墳形は多くで前方後円形が採用されるが、これはヤマト王権の象徴的な墳形であり、王権との密接な関係を反映する。また埋葬施設には竪穴式石室や横穴式石室が使用されるが、特に横穴式石室は画一的ではなく各古墳で多様な構造をもって構築されており、畿内勢力（西方）に限らず東方の地域との交流も反映した様相になる。
築造時期は、古墳時代中期-後期の5世紀後半-6世紀末頃と推定される。築造は5世紀後半に突如として始まる様相を示すが、その背景には5世紀中頃にヤマト王権によって飯田地域が馬の生産管理拠点に定められたことが想定される。また、そのような馬の導入によって内陸交通網の整備が進み地域間交流が発展したことが、各古墳の多様な様相の背景として想定される。このように本古墳群は飯田地域がヤマト王権の東国経営拠点かつ東西交通の結節点として機能したことを表象する遺跡であり、内陸交通網の整備による王権の国づくりの一面を表すとして重要視される遺跡になる。
古墳群のうち前方後円墳11基・帆立貝形古墳2基の計13基は、2016年（平成28年）10月3日に国の史跡に指定された。また2014年（平成26年）12月15日には、周辺古墳での馬関連の出土品が「飯田古墳群馬匹関連遺物」として飯田市指定有形文化財に指定されている。なお、本古墳群の前時代では古墳時代前期の4世紀代に前方後方墳の代田山狐塚古墳（飯田市松尾代田、長野県指定史跡）の築造が知られるほか、後世の律令制下には伊那郡衙（恒川官衙遺跡、国の史跡）が設置されている。

## 一覧
| 単位群 | 古墳名                            | 画像 | 所在地         | 形状         | 墳丘長                | 埋葬施設                     | 埋葬施設       | 埋葬施設       | 築造時期 | 史跡指定                | 備考                                            |
| ------ | --------------------------------- | ---- | -------------- | ------------ | --------------------- | ---------------------------- | -------------- | -------------- | -------- | ----------------------- | ----------------------------------------------- |
| 座光寺 | 高岡1号墳                         |      | 飯田市座光寺   | 前方後円墳   | 72.3m                 | 横穴式石室                   |                |                | 6c前半   | 国の史跡                |                                                 |
| 上郷   | 飯沼天神塚古墳 （飯沼雲彩寺古墳） |      | 飯田市上郷飯沼 | 前方後円墳   | 74.5m                 | 横穴式石室                   |                |                | 6c前半   | 国の史跡                |                                                 |
| 松尾   | 水佐代獅子塚古墳                  |      | 飯田市松尾水城 | 前方後円墳   | 60m                   |                              |                |                | 5c後半   | 国の史跡 飯田市指定史跡 | 前方部墳頂にエドヒガン （飯田市指定天然記念物） |
| 松尾   | 御射山獅子塚古墳                  |      | 飯田市松尾久井 | 前方後円墳   | 58m                   | 横穴式石室（推定）           |                |                | 5c末-6c  | 国の史跡                |                                                 |
| 松尾   | 姫塚古墳                          |      | 飯田市松尾上溝 | 前方後円墳   | 40m                   | 横穴式石室                   |                |                | 6c前半   | 国の史跡                |                                                 |
| 松尾   | 上溝天神塚古墳                    |      | 飯田市松尾上溝 | 前方後円墳   | 40m （推定41.5m）     | 横穴式石室                   |                |                | 6c中葉   | 国の史跡                |                                                 |
| 松尾   | おかん塚古墳                      |      | 飯田市松尾上溝 | 前方後円墳   | 20m （推定50m）       | 横穴式石室（後円部・前方部） |                |                | 6c後半   | 国の史跡                |                                                 |
| 松尾   | 八幡山古墳                        |      |                | 帆立貝形古墳 | 28.5m                 |                              |                |                | 5c代     | なし                    |                                                 |
| 松尾   | 代田獅子塚古墳                    |      |                | 前方後円墳   | 61m                   |                              |                |                | 5c後半   | なし                    |                                                 |
| 竜丘   | 大塚古墳                          |      | 飯田市桐林     | 前方後円墳   | 50m （推定53m）       | 竪穴式石室（推定）           |                |                | 5c後半   | 国の史跡                |                                                 |
| 竜丘   | 塚原二子塚古墳                    |      | 飯田市桐林     | 前方後円墳   | 73m                   | 竪穴式石室（推定）           |                |                | 5c末     | 国の史跡                |                                                 |
| 竜丘   | 鏡塚古墳                          |      | 飯田市桐林     | 帆立貝形古墳 | 45m                   | 竪穴式石室（推定）           |                |                | 5c後半   | 国の史跡                |                                                 |
| 竜丘   | 鎧塚古墳                          |      | 飯田市桐林     | 帆立貝形古墳 | 40m （推定45m）       | 竪穴式石室（推定）           |                |                | 5c末     | 国の史跡                |                                                 |
| 竜丘   | 御猿堂古墳                        |      | 飯田市上川路   | 前方後円墳   | 65.4m                 | 横穴式石室                   |                |                | 6c中頃   | 国の史跡 長野県指定史跡 | 出土品に画文帯四仏四獣鏡 （国の重要文化財）     |
| 竜丘   | 馬背塚古墳                        |      | 飯田市上川路   | 前方後円墳   | 46.4m （推定50m以上） | 横穴式石室（後円部・前方部） | （後円部石室） | （後円部石室） | 6c末     | 国の史跡                | 古墳群中で最後の築造                            |
| 竜丘   | 塚越1号墳                         |      |                | 前方後円墳   | 60m （推定72.2m）     | 横穴式石室                   |                |                | 6c後半   | なし                    |                                                 |
| 竜丘   | 権現堂1号墳                       |      |                | 前方後円墳   | 60m                   |                              |                |                | 5c後半   | なし                    |                                                 |
| 竜丘   | 丸山古墳                          |      |                | 前方後円墳   | 35m （推定60m）       | 竪穴式石室（推定）           |                |                | 5c後半   | なし                    |                                                 |
| 竜丘   | 兼清塚古墳                        |      |                | 前方後円墳   | 60m （推定63.6m）     | 竪穴式石室（推定）           |                |                | 5c後半   | なし                    |                                                 |
| 竜丘   | 塚原3号墳                         |      |                | 帆立貝形古墳 | 40m （推定45m）       | 竪穴式石室（推定）           |                |                | 5c後半   | なし                    |                                                 |
| 竜丘   | 金山二子塚古墳                    |      |                | 前方後円墳   | 49.1m （推定63m）     | 横穴式石室（後円部・前方部） |                |                | 6c前半   | なし                    |                                                 |
| 川路   | クボタ1号墳 （正清寺古墳）        |      |                | 前方後円墳   | （推定61m）           | 横穴式石室（推定）           |                |                | 6c初頭   | なし                    |                                                 |

## 文化財

### 重要文化財（国指定）
- 画文帯四仏四獣鏡（考古資料） - 御猿堂古墳出土。所有者は開善寺。1953年（昭和28年）3月31日指定[7][8]。

### 国の史跡
- 飯田古墳群 - 古墳13基を包括。2016年（平成28年）10月3日指定[1]。

### 長野県指定文化財
- 史跡
  - 御猿堂古墳（上川路西第1号） - 主要部（国の史跡）を除く部分[5]。1969年（昭和44年）7月3日指定[9]。

### 飯田市指定文化財
- 有形文化財
  - 飯田古墳群馬匹関連遺物（考古資料） - 内訳は以下。飯田市考古資料館保管。2014年（平成26年）12月15日指定[10][4][11]。
    - 新井原・高岡古墳群 4号土坑
      - 鉄地金銅張f字形鏡板付轡 1点
      - 鉄地金銅張剣菱形杏葉 1点
      - 鉄地金銅張辻金具 15点
      - 馬歯骨 一式

    - 物見塚古墳
      - 鑣轡 1点
      - 馬歯 一式

    - 茶柄山古墳群 土坑10
      - 三環鈴（付 環状金具） 1点
      - 馬歯 一式

    - 高岡4号古墳
      - 鑣轡 1点

    - 新井原2号古墳
      - 木芯鉄板張輪鐙 1点
- 史跡
  - 水城の水佐代獅子塚古墳 - 主要部（国の史跡）を除く部分[12]。2000年（平成12年）11月12日指定[13]。

## 関連文献
（記事執筆に使用していない関連文献）
- 『飯田における古墳の出現と展開』飯田市教育委員会、2007年。 - リンクは奈良文化財研究所「全国遺跡報告総覧」。
- 『飯田における古墳の出現と展開 -資料編-』飯田市教育委員会、2007年。 - リンクは奈良文化財研究所「全国遺跡報告総覧」。
- 『飯田古墳群 範囲確認調査・緊急発掘調査報告書 -平成27年度～29年度-』飯田市教育委員会、2019年。 - リンクは奈良文化財研究所「全国遺跡報告総覧」。
- 『飯田古墳群 範囲確認調査報告書 -令和元～3年度-』飯田市教育委員会、2023年。